# Орленко, Сергей Николаевич
Сергей Николаевич Орленко (10 февраля 1971, Новокуйбышевск) — советский и российский волейболист, центральный блокирующий, игрок сборной России в 1993—1997 и 1999—2000 годах, мастер спорта СССР международного класса (1991), волейбольный тренер.

## Биография
Сергей Орленко начинал заниматься волейболом в 10-летнем возрасте в Новокуйбышевске под руководством тренера Виталия Георгиевича Андропова. В 1987 году по приглашению тренеров ЦСКА переехал в Москву. В составе молодёжной сборной СССР в 1990 году стал чемпионом Европы, а в 1991-м — бронзовым призёром чемпионата мира. В это время он закрепился в составе ЦСКА и в сезоне-1990/91 выиграл вместе с командой чемпионат СССР, Кубок европейских чемпионов и Суперкубок Европы.
В сентябре 1992 года играл за национальную сборную России на турне по Японии, а 21 мая 1993 года в Москве был участником первого официального матча российской команды, встречавшейся в рамках Мировой лиги с американцами. С 1993 по 1997 год Сергей Орленко выступал за сборную России во всех турнирах, выиграл три медали Мировой лиги и бронзу на чемпионате Европы 1993 года в Финляндии, участвовал на олимпийском турнире в Атланте-1996, где команда Вячеслава Платонова заняла 4-е место.
В стартовом матче европейского первенства 1997 года против Югославии в Хертогенбосе Орленко получил травму после неудачного приземления на ногу соперника и в других играх участвовать не мог. Из-за травм волейболисту также пришлось полностью пропустить международный сезон 1998 года. В следующем году он вернулся в сборную и выиграл серебряную медаль чемпионата Европы в Австрии. Всего за сборную России Орленко провёл 102 матча, в которых набрал 212 очков и 388 отыгранных подач.
Цвета ЦСКА Сергей Орленко защищал до 1998 года и был причастен ко всем достижениям армейского коллектива в российский период его истории. В сезоне-1998/99 играл за греческий «Панатинаикос», затем провёл два сезона в Польше, в команде Студенческого спортивного союза из Ченстоховы. Польская пресса называла Орленко первым звёздным легионером в истории национальной лиги.
В 2001 году вернулся в Россию и стал игроком московского «Динамо-МГФСО-Олимпа». Динамовская команда в сезоне-2001/02, первом после семилетнего отсутствия в Суперлиге, заняла 3-е место. В 2003/04 году Сергей Орленко выступал за новоуренгойский «Факел», которому помог выйти в элитный дивизион, а завершил карьеру игрока в 35 лет в команде первой лиги «Невский Синдикат» из Санкт-Петербурга.
В 2007 году он был приглашён на должность старшего тренера в новообразованный клуб «Грозный». Под руководством Арсена Кириленко и Сергея Орленко этот коллектив совершил восхождение из первой лиги до Суперлиги, в которой, дебютировав в 2012 году, провёл три сезона. В 2015—2017 и с 2023 года Орленко работает в такой же должности в новоуренгойском «Факеле».
Орленко также работал в тренерском штабе молодёжной сборной России, одержавшей победы на чемпионатах мира U21 в Турции (2013) и U23 в Дубае (2015), и сборной России 1999 г. р., в 2017 году завоевавшей бронзу Европейского юношеского олимпийского фестиваля в Дьёре и серебро чемпионата мира U19 в Бахрейне, а в 2018-м ставшей победителем чемпионата Европы U20 в Нидерландах и Бельгии.

## Достижения

### Со сборными
- Чемпион Европы среди молодёжных команд (1990).
- Бронзовый призёр чемпионата мира среди молодёжных команд (1991), лучший блокирующий турнира.
- Серебряный (1999) и бронзовый (1993) призёр чемпионатов Европы.
- Серебряный (1993) и бронзовый (1996, 1997) призёр Мировой лиги.

### С клубами
- Чемпион СССР (1990/91).
- Чемпион России (1993/94, 1994/95, 1995/96), серебряный (1992/93) и бронзовый (1996/97, 1997/98, 2001/02) призёр чемпионатов России.
- Обладатель Кубка России (1994).
- Серебряный (2000/01) и бронзовый (1999/00) призёр чемпионатов Польши.
- Финалист Кубка Польши (2000).
- Обладатель Кубка европейских чемпионов (1990/91), бронзовый призёр Кубка европейских чемпионов (1991/92).
- Обладатель Суперкубка Европы (1991).

## Награды
- Благодарность президента Российской Федерации (5 января 2025) — за заслуги в области физической культуры и спорта, многолетнюю добросовестную работу[5].